# Scierus annectens
Scierus annectens is een keversoort uit de familie snuitkevers (Curculionidae). De wetenschappelijke naam van de soort werd in 1876 gepubliceerd door John Lawrence LeConte.